# 達上池
達上池（たんじょういけ）は神奈川県平塚市達上ヶ丘にある池。

達上池、2022年

## 歴史
現在の達上池は、かつてこの地域を流れていた旧玉川の氾濫の跡にできた池のうちのひとつで1808年か28年の洪水で形成されたと考えられている。かつては「新池」と呼ばれ、他にも「古池」「瓢箪池」などの池があったが太平洋戦争中までに埋め立てられた。1973年に周辺が整備され達上ヶ丘公園となった。 

## 所在地
- 神奈川県平塚市達上ヶ丘14

## 周辺
- 平塚市民病院
- 神奈川県立平塚農業高等学校
- 神奈川県道62号
- 鈴川